# Râul Doneț

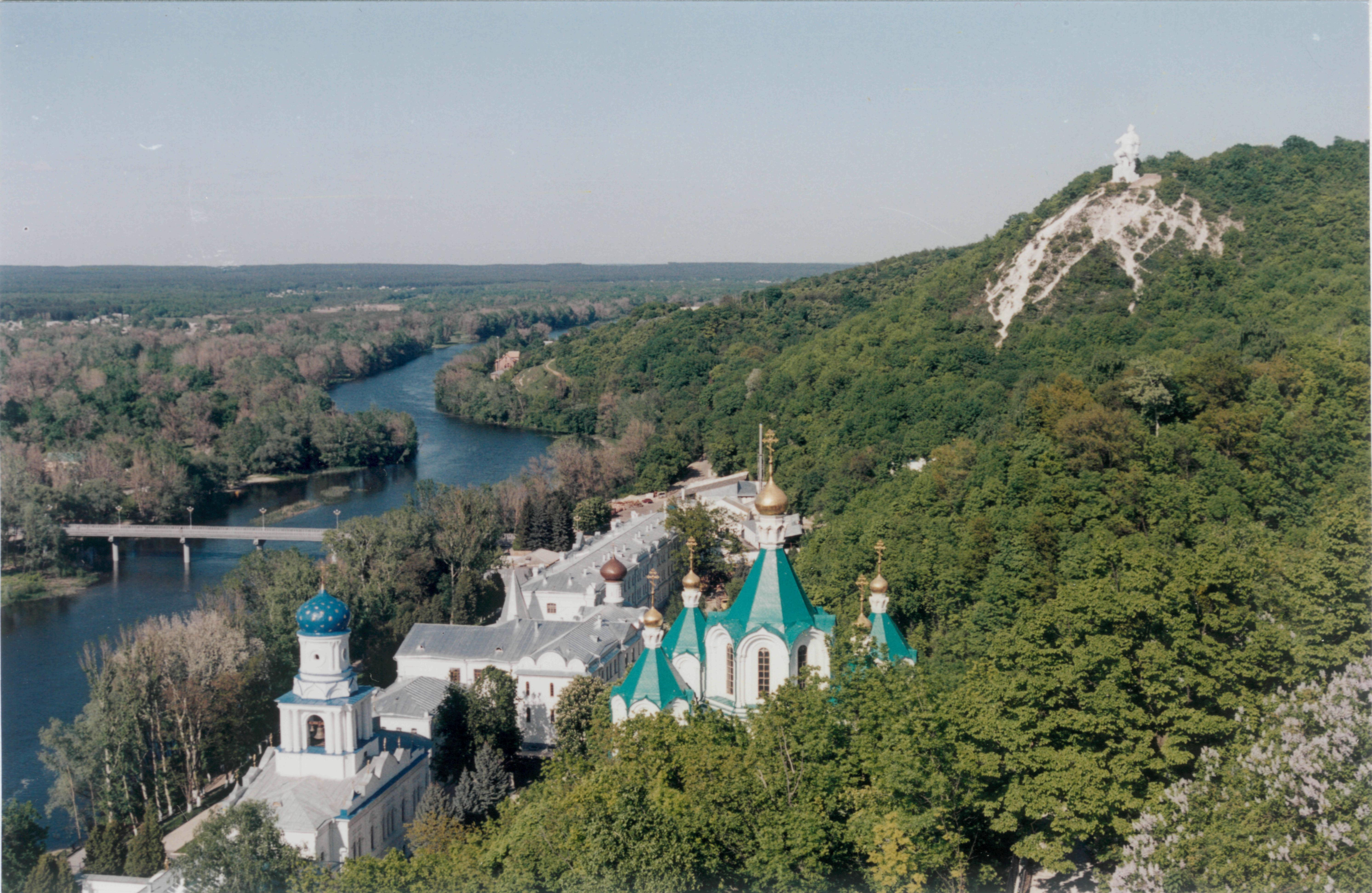
Râul Doneţ lângă localitatea Sviatohirsk.

Râul Doneț (în rusă Северский Донец, transliterat: Severskii Doneț, în ucraineană Донець Сіверський, transliterat: Doneț Siverskîi) este un râu în partea de sud a Câmpiei Europei Răsăritene. Acesta izvorăște din Platoul Central Rusesc, la nord de Belgorod, și se unește cu râul Don, aproximativ 100 km de Marea Azov. Râul Doneț este al patrulea fluviu ca mărime în Ucraina și este o importantă sursă de apă potabilă în estul țării.